# Aledo (Illinois)
Aledo város az USA Illinois államában. Lakosainak száma 3633 fő (2020. április 1.).

## Népesség
A település népességének változása:

| 2010 | 3 640 |
| 2020 | 3 633 |